# Толстый Мыс
То́лстый Мыс — посёлок в Новосёловском районе Красноярского края России. Административный центр Толстомысенского сельсовета.

## География
Посёлок находится на расстоянии 17 км к западу от села Новосёлово, административного центра района.

## Население
| 2010 |
| ---- |
| 669  |

### Гендерный состав
По данным Всероссийской переписи населения 2010 года, в посёлке проживало 669 человек (343 мужчины и 326 женщин).